# Heva Coomans

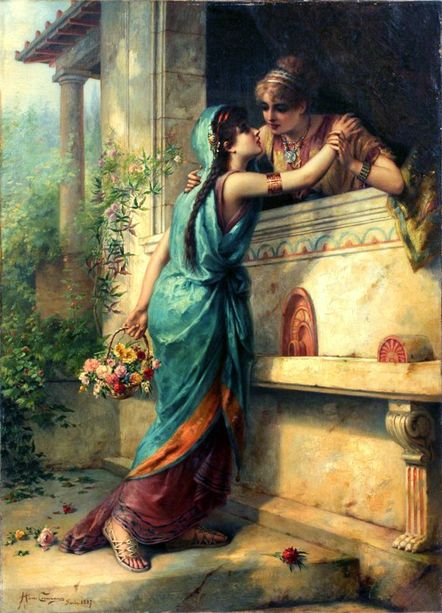
Duas mulheres italianas, 1887

Heva Coomans (1860 – 1939) foi uma pintora belga.
Coomans nasceu em Paris, filha do pintor Pierre Olivier José Coomans (1816-1889) e de Adelaide Lacroix (1838-1884). Sua irmã Diana Coomans e seu irmão Oscar-Jean Coomans (1848-1884) também foram pintores. Como seu pai e sua irmã, ela pintava representações românticas sobre os habitantes originais de Pompeia, antes da erupção do Vesúvio, mas também ficou conhecida por retratar mulheres jovens em outras cenas mitológicas ou heroicas.
Coomans morreu em Nova York.